# والنتینا تریهوب
والنتینا تریهوب (اوکراینی: Валентина Трегуб؛ زادهٔ ۱۵ سپتامبر ۱۹۷۷) ورزشکار ورزش شنا اهل اوکراین است.